# Giulio Berruti (Regisseur)
Giulio Berruti (* 28. April 1937 in Turin) ist ein italienischer Drehbuchautor und Filmregisseur.

## Leben
Berruti arbeitete auf vielfältigen Feldern der Filmwirtschaft. So fungierte er bereits 1964 als Drehbuchautor, war zwischen 1968 und 1973 mehrfach Regieassistent, arbeitete dann zwei Jahre lang bei fünf Filmen als Filmeditor, wechselte ins Regiefach, wo er 1976 Non siam come le lucciole und 1978 Geständnis einer Nonne nach eigenem Drehbuch inszenierte und trat schließlich 1987 auch als Dokumentarfilmer in Erscheinung.

## Filmografie
- 1973: Foltergarten der Sinnlichkeit 2 (Baba Yaga) (Schnitt)
- 1975: Von Wölfen gehetzt (Zanna Bianca e il cacciatore solitario) (Drehbuch)
- 1979: Geständnis einer Nonne (Suor omicidi) (Regie, Drehbuch)